# Mesoleuca vestalis
Mesoleuca vestalis là một loài bướm đêm trong họ Geometridae.